# AS Val
AS "Val" (Avtomat Special'nyj Val, 러시아어: Автомат Специальный Вал 혹은 "특수 자동소총", 코드명: "shaft")은 소련이 제작한 돌격소총으로 소음기가 달려있다.
AS Val은 1980년대 후반 TsNIITochMash(정밀기계제작중심산업체)에서 개발되었으며, 스페츠나츠 특수부대와 연방 내무부, 연방보안국과 러시아 연방군의 특정 부대에서만 사용되는 총기이다.
AS Val의 유효사거리는 300m로, 무거운 9x39mm SP-6 아음속탄을 사용하며, VSS 빈토레즈에 사용되는 SP-5탄도 쓸수 있다. AS Val은 VSS처럼 10 혹은 20발들이 탄창을 사용한다. AK 유형의 소총과 비슷하게 오른쪽에 장전 손잡이가 존재하며, 탄젠트 방식의 조준기, 방아쇠 뒤에 크로스 볼트 형태의 발사 방식 변경 스위치와 방아쇠 안전장치가 있다. Val에는 반자동 그리고 950 RPM의 자동 사격모드가 있다.
AS Val에는 다른 AK 유형과 동일한 마운트가 장착되어 있어, 4배율의 PSO-1 스코프와 9x39mm을 위한 야간 조준장치를 달수 있다. 기본적인 조준기는 400m까지 25m씩 올릴수 있다.
Val은 VSS 빈토레즈의 70% 가까이 호환된다. VSS와 다른점은 나무로된 개머리판이 아닌 고밀착형 폴리머와 강철로 된 개머리판이 보관과 수송에 용이하게 접어진다는 것이있다.

## 대중 문화
- 콜 오브 듀티: 모바일에 기본적으로 소음기가 장착된 유일한 돌격소총으로 등장한다.

- 콜 오브 듀티: 워존에서 기본 소음기 장착총으로 등장한다.

- 로블록스 팬텀포스에 기본 소음기 장착 ,돌격소총으로 등장한다.
- 이스케이프 프롬 타르코프에서 소음기 일체형 소총으로 등장한다.
- 로블록스 좀비 업라이징(zombie uprising)에 20발 소총으로 나온다.